# سختاک
سختاک یا تَصَلُّبِ یا اسکلروز (انگلیسی: Sclerosis) سفت شدن یک بافت یا ویژگی آناتومیکی است که معمولاً در اثر جایگزینی بافت طبیعی مختص اندام با بافت همبند ایجاد می‌شود. می‌توان گفت که این ساختار دچار تغییرات اسکلروتیک شده یا ضایعات اسکلروتیک را نشان می‌دهد که به فرآیند اسکلروز اشاره دارد.
بیماری‌های رایج پزشکی که آسیب‌شناسی آنها شامل اسکلروز می‌شود عبارتند از:
اسکلروز جانبی آمیوتروفیک - که با نام بیماری لو گریگ یا بیماری نورون حرکتی نیز شناخته می‌شود - یک بیماری پیشرونده، لاعلاج و معمولاً کشنده نورون‌های حرکتی است.
تصلب شرایین، رسوب مواد چربی مانند کلسترول در شریان‌ها که باعث سفت شدن آنها می‌شود.
گلومرولواسکلروز فوکال سگمنتال بیماری است که به سیستم فیلترینگ کلیه (گلومرول‌ها) حمله می‌کند و باعث ایجاد جای زخم‌های جدی و در نتیجه علت سندرم نفروتیک در کودکان و نوجوانان می‌شود،[1] و همچنین از علل مهم نارسایی کلیه در بزرگسالان است.
اسکلروز هیپوکامپ، آسیب مغزی که اغلب در افراد مبتلا به صرع لوب گیجگاهی دیده می‌شود.
لیکن اسکلروز، یک بیماری التهابی پوست که اغلب فرج و آلت تناسلی را تحت تأثیر قرار می‌دهد.
مولتیپل اسکلروز یا اسکلروز فوکال، یک بیماری سیستم عصبی مرکزی است که بر هماهنگی تأثیر می‌گذارد. استئواسکلروز، وضعیتی که در آن تراکم استخوان به طور قابل توجهی افزایش می‌یابد و منجر به کاهش شفافیت در رادیوگرافی‌ها می‌شود.
اتواسکلروز، بیماری گوش‌ها.
اسکلروز جانبی اولیه، ضعف عضلانی پیشرونده در عضلات ارادی.
کلانژیت اسکلروزان اولیه، سفت شدن مجرای صفراوی در اثر زخم و التهاب مکرر.
اسکلروز سیستمیک (اسکلرودرمی سیستمیک پیشرونده)، یک بیماری نادر و مزمن که پوست و در برخی موارد رگ‌های خونی و اندام‌های داخلی را تحت تأثیر قرار می‌دهد.
توبروز اسکلروز، یک بیماری ژنتیکی نادر که چندین سیستم را تحت تأثیر قرار می‌دهد.